# Chiropodomys
A Chiropodomys az emlősök (Mammalia) osztályának a rágcsálók (Rodentia) rendjébe, ezen belül az egérfélék (Muridae) családjába tartozó nem.

## Rendszerezés
A nembe az alábbi 6 élő és 2 kihalt faj tartozik:
- Chiropodomys calamianensis Taylor, 1934
- Chiropodomys gliroides Blyth, 1856 - típusfaj
- Chiropodomys karlkoopmani Musser, 1979
- Chiropodomys major Thomas, 1893
- Chiropodomys muroides Medway, 1965
- Chiropodomys pusillus Thomas, 1893
- †Chiropodomys maximus - Thaiföld
- †Chiropodomys primitivus - Dél-Kína